# Jurukjara
A jurukjara (japánul: ゆるキャラ) a kabala általános jelentése, egy olyan tárgy amely szerencsét hoz tulajdonosának. Napjainkban a kabala olyan szimbolikus, általában kitalált figurát is jelent, mely egy céget, csapatot, iskolát, márkát népszerűsít.
Míg nyugaton általában sportcsapatok, márkák, iskolák kabaláival találkozunk, addig Japánban parkokat, tv-csatornákat, történelmi helyszíneket, híres utcákat vagy városokat szimbolizáló kabalák is nagy számban léteznek.  Mindnek van egy saját története, a legtöbb nagyon aranyos, de előfordulnak félelmetesek, és egészen furcsák is.
A kabalák japán elnevezését 2002-ben Miura Dzsun használta először. A szó a japán jurui (bő, laza) és az angol character (karakter) kifejezésekből származik.

## Történetük
Az aranyosság (kavaii) régóta a japán kultúra része, de csak az 1970-es években lett igazán jellemző a japánokra. Az öltözködésen és a viselkedésen kívül az aranyos figurák testesítik meg a "kavaii kultúrát", éppen ezért használnak például cégek is termékeik eladására jurukjarákat. 
A karakterek megjelenését felhasználva a helyi önkormányzatok is elkezdtek juru kjarákat tervezni (gotocsikjara - helyi kabala). Ám mivel nem voltak képesek megfizetni egy hivatásos tervezőt, saját maguknak kellett megrajzolni a karaktereket, így azok inkább félelmetesek, mint aranyosak lettek.
Majd később, 2007-ben kezdtek tömegesen megjelenni a különféle jurukjarák (a jelenség neve "gotocsikjara boom", "a helyi kabalák virágzása" ), olyan mértékben, hogy 2012 decemberében már 865 jurukjarát ismertünk. 
Mára a jurukjarák olyannyira népszerűek lettek, hogy online versenyeket (Jurukjara Grand Prix) és fesztiválokat rendeznek a legcukibb jurukjara kiválasztására. A leghíresebb ilyen fesztivál a Hikone városban megrendezésre kerülő Jurukjara Fesztivál.

### A Hikone fesztivál
Az egyik leghíresebb jurukjara Japánban a Hikonyan névre hallgató, szamuráj sisakot viselő fehér maneki-neko, aki a Hikone kastélyt képviseli. Éppen ezért a 2008 óta minden évben megrendezett jurukjara fesztivált a Siga megyében található Hikone városban tartják.
Az első, 2008-ban megrendezett fesztiválon 46 ezer látogató volt kíváncsi a 46 önkormányzat kabaláira.
A 2011 október 22-23-án rendezett fesztiválon már 210 jurukjara vett részt, és a látogatók száma is meghaladta a 78 ezret.

## Városok kabalái

### Kumamon
Kumamont, a Kumamoto megyét reprezentáló fekete medvét 2010. március 12-én mutatták be először, azzal a céllal, hogy népszerűsítse a Kjúsú Sinkanszen vonalat.  2011-ben 280 ezer szavazattal megnyerte a Jurukjara Grand Prix-t, ekkor lett igazán híres. Sikerét követően a 2012-es év első felében 11,8 milliárd jent keresett, míg 2011-ben csupán 2,5 milliárdot.
Kumamoto népszerűsége nem csökkent a jurukjara verseny megnyerése után sem. A valaha szinte teljesen ismeretlen karakterrel ma már újságokban, tv-csatornákon találkozhatunk, a Kumamotos termékek pedig az egész országban megtalálhatók. Japán elsőszámú kabalája Kína és Korea mellett 2013 júliusában Európában is járt, ahol a Párizsban megrendezett Japan Expo-n népszerűsítette Kumamoto megyét.

### Hikonyan
Hikonyan, a Siga megyében lévő Hikone várost képviselő, szamuráj sisakot viselő maneki neko. A neve egy összetett szó, a "Hiko" Hikone városra utal, a "nyan" pedig a macskák hangja Japánban. A karakter egy legendán alapul, miszerint egy fehér macska mentette meg Naotaka Ii-t, Hikone harmadik daimjóját egy villámcsapástól, azzal, hogy behívta egy templomba. Hikonyan sisakja is az Ii család sisakjára hasonlít, ezzel is utalva a város történelmére.
Hikonyant 2007-ben, a Hikone kastély építésének 400. évfordulójára tervezték, és a kabalának köszönhetően az ünnepségre 5-600 ezer turista látogatott. Ennek hatására kezdett el sok megye és város saját kabalát tervezni, ezért mondják, hogy Hikonyannak köszönhető a jurukjarák virágzása.
A 2008-ban, Hikone városban megrendezett jurukjara fesztiválnak köszönhetően a jurukjarák, így Hikonyan is egyre népszerűbb lett. Azóta már kaphatóak különféle Hikonyan termékek, úgy mint törülköző, kitűző vagy Hikonyan sütemény.

### Funassi
Funassi a Csiba megyében lévő Funabasi város nem hivatalos kabalája, aki tökéletesen megmutatja, mit is jelent a jurukjara kifejezés. Funasshi megjelenése előtt egy átlagos jurukjara aranyos és csendes volt, de Funassi az energikus személyiségével kiemelkedik a többi közül.
2011-ben egy titokzatos Twitter felhasználó jelent meg Funassi néven, akit hamarosan a YouTube videos is követni kezdett, Funassi így egyre népszerűbb lett. A hivatalos weboldal szerint Funassi egy körte tündér, mivel az általa reprezentált Funabasi a körtéjéről ismert.
Funassit, a szokatlan személyisége ellenére Japánban hamar megkedvelték, olyannyira, hogy a 2013 július 10-25. között tartott internetes szavazáson (Yuru kyara Grand Prix 2013) első helyen végzett.

## Elektronikai cégek kabalái

### SoftBank
A Softbank egész Japánban jól ismert a reklámjai miatt. 2007-ben kezdték el sugározni azt a reklámjukat, melynek főhőse egy fehér, hokkaidó fajtájú kutya, Otoszan (otousan - apa), a Sirato család feje. Dzsiro Sirato, vagyis Otoszan családját mind emberek alakítják, úgy mint Higucsi Kanako (feleség), Ueto Aja (lánygyermek) és Dante Carver (fiúgyermek). 2007 óta a Softbank reklámokban olyan híres személyekkel is találkozhattunk, mint például Tommy Lee Jones, a SMAP, vagy Ultraman.

### NTT Docomo
Az NTT Docomo mobiltelefon gyártó cég kabalája Docomodake, a gomba, aki szintén hírességnek számít Japánban. Természetesen ahogyan az a Docomo-tól várható volt, 2008-ban kiadtak egy Nintendo DS játékot, melynek hőse Docomodake, és amit később Európában és Észak-Amerikában is kiadtak. Emellett rengeteg Docomodake termékkel is találkozhatunk még, úgy mint plüssfigurák, kulcstartók, és mobiltelefon díszek.

### NHK
Az NHK televíziós társaság kabalája Domo-kun, a furcsa lény, aki egy tojásból kelt ki. 1998. december 22-én, az NHK 10. évfordulójára készült rövid stop-motion videóban találkozhattunk vele először. Domo-kun nevének nincs igazán jó fordítása, a "domo" kifejezést legtöbbször a "domo, konnicsiva!", vagy a "domo arigato" szókapcsolatokban hallhatjuk, a "kun" szót pedig fiatal fiúk neve után használják.
Domo-kun kedvenc étele egy japán leves, a nikudzsaga, legjobban pedig az almát utálja, egy misztikus rendellenesség miatt a DNS-ében. Egy föld alatti barlangban lakik a barátaival, Usadzsi úrral, Majaval és Marioval.  
Usadzsi úr egy bölcs öreg nyúl, szeret TV-t nézni és zöld teát inni, kedvenc étele pedig a répa.  Maja, a barlangban élő egyik derevér, Mario édesanyja. Alkoholizmustól szenved, kedvenc ételei a szezonális ételek, a legkevésbé kedvelt étele pedig az alkohol. Mario kedvenc étele a japán tojásos spagetti, és utálja a siitake gombát.
Rajtuk kívül egy másik főhős Tasanna (japán nevén Ta-csan) a 17 éves menyét, aki divatmodell vagy stylist szeretne lenni Tokióban, ezért sok elektronikai eszközt használ (televízió, mobil telefon, fényképezőgép). Tasanna japán neve, a Ta-csan a japán tacsanneru (többcsatornás) szóbol ered, amely a csatorna digitális műsorszórására utal.

## Furcsa jurukjarák

### Okazaemon
Okazaemont tervezője, Szaito Koheita az Okazaki (Aicsi megye) városban megrendezett "Okazaki Art & Jazz" (2012.11.01. - 12.02.) modern kiállításon mutatta be. Eredetileg Okazaemon csak egy illusztráció volt, de mivel kiemelkedett a többi kép közül, különféle városi eseményeken kezdett feltűnni.
2013. április 1-én Okazaemon részt vett az Aicsi Triennálé megnyitóján. Képe másnap megjelent egy helyi lapban, ekkor lett ismert a városiak körében. 
Július 1-én (Okazaemon születésnapján) az "Okazaki Jazz Messengers " formációval lépett fel. 10-én A Japán Bevásárlóközpontok Szövetsége által kiírt jurukjara versenyen Csúbu régióban Okazaemon lett a legnépszerűbb. Okazaemon megígérte, hogy ha első lesz a verseny helyi fordulójában bungee jumping-olni fog, amit július 18-án meg is tett. Erre az alkalomra egy kisebb fejű Okazaemont is készítettek, mivel a jurukjara feje "összement a félelemtől".
Az augusztus 6-án Tokióban megrendezett döntőben Okazaemon országos második helyezést ért el. 
November 15-én, valódi nevével (Okazaki Emonnoszuke) kiadta első könyvét "Okazaemon miszó receptjei" címmel, majd 2014. január 31-én jelent meg legújabb, Manga Okazaemon címmel.

### Szento-kun
Szento-kunt Heidzsó-kjó, a mai Nara építésének 1300. évfordulójára készítette a narai önkormányzat 2010-ben. Narában régi hagyomány, hogy védelmező isteneket választanak (Nio, Sitennó), ezért folytatták a hagyományt Szento-kunnal, a szeretetre méltó kisfiúval, akinek szarvas agancsai vannak.
A karaktert a Tokiói Egyetem egyik szobrásza és professzora, Jabuucsi Szatosi tervezte, a nevet pedig a 14,000 beküldött pályázatból választották ki. Szento-kun 2008. februári bemutatása óta a média, és sok vallási csoport is kifejezte nemtetszését a kabala iránt.
Profil:
Születésnap: 2008. február 12.
Személyiség: nagyon játékos, aktív, kíváncsi, mindig tele van életerővel
Kedvenc étel: narai ételek
Kedvenc hely: bármilyen történelmi hely Naraban